# Belägringen av Kajaneborg
Belägringen av Kajaneborg utspelades mellan januari och februari 1716 under det stora nordiska kriget. En rysk belägringsstyrka erövrade den svenska fästningen Kajaneborg, som försvarades av Johan Henrik Fieandt.

## Bakgrund
Stora nordiska kriget bröt ut år 1700. Kajana och de närliggande byarna brändes av ryska styrkor år 1712. Överstelöjtnant Johan von Meurman förstärkte borgens försvar, och Kajaneborg var Sveriges sista försvarspunkt i Finland efter att Olofsborg fallit år 1714. I mars 1715, under den Stora ofreden, anlände en rysk styrka och krävde omedelbar och villkorslös kapitulation. Borgens försvar bestod av endast 50 man ledda av den nyligen anlände Estlands-födde svenske kaptenen Johan Henrik Fieandt. Försvararna kunde hålla belägrarna på avstånd under hela sommaren och hösten, men fallet var bara en fråga om tid. 

## Belägringen
I slutet av december 1715 anlände en rysk här under ledning av kosackgeneralen Tjekin; i januari hade styrkan svällt till 4000 man. Borgen föll 24 februari efter en fem veckor lång belägring, när de sista försvararna kapitulerade på grund av bristande ammunition och föda. Ryssarna hade lovat att försvararna skulle få gå fria och även behålla sin egendom om de gav sig. Ryssarna bröt alla sina löften och tömde borgen på all egendom efter att de intagit den. Tjekin beordrade att Fieandt och samtliga svenska soldater skulle fängslas varefter ryssarna fyllde borgen med krut och sprängde den i mars månad.